# Big Lots
Big Lots Stores, Inc. eller Big Lots! (NYSE: BIG) er en amerikansk discountbutikskæde med 1.423 variety stores. De har hovedkvarter i Columbus, Ohio. Der er 22.900 ansatte.
Virksomheden Consolidated Stores Corporation blev etableret i 1967 i Ohio af Sol Shenk.